# Bakota
Bakota (ukrajinsky Бакота) je zatopená vesnice v kameneckém rajóně v Chmelnické oblasti na Ukrajině ležící asi 55 km východně od Kamence Podolského. Po zatopení přehradou Dněsterské vodní elektrárny 27. října 1981 zde vody řeky Dněstr vytvořily turisticky vyhledávanou Bakotskou zátoku.